# México en los Juegos Olímpicos de Tokio 2020
México participó en los Juegos Olímpicos de Tokio 2020. El responsable del equipo olímpico fue el Comité Olímpico Mexicano, así como las federaciones deportivas nacionales de cada deporte con participación. En esta ocasión los abanderados de la delegación mexicana fueron el clavadista Rommel Pacheco y la golfista Gabriela López. Con cuatro medallas de bronce México se quedó en la posición 84 del medallero.

## Medallero
| Medalla | Nombre                                  | Deporte                                | Evento              | Fecha               |
| --- | --------------------------------------- | -------------------------------------- | ------------------- | ------------------- |
| | Alejandra Valencia Luis Álvarez Murillo | Tiro con arco                          | Equipo mixto        | 24 de julio de 2021 |
| Alejandra Orozco Loza Gabriela Agundez | Clavados                                | Plataforma 10 m sincronizados femenil. | 27 de julio de 2021 |                     |
| Aremi Fuentes | Halterofilia                            | 76 kg. femenil.                        | 1 de agosto de 2021 |                     |
| Selección de fútbol sub-23 (Luis Malagón, Guillermo Ochoa, Sebastián Jurado, Jorge Sánchez, César Montes, Jesús Angulo, Johan Vásquez, Vladimir Loroña, Adrián Mora, Luis Romo, Carlos Rodríguez, Erick Aguirre, Uriel Antuna, José Joaquín Esquivel, Sebastián Córdova, Ricardo Angulo, Fernando Beltrán, Roberto Alvarado, Henry Martín, Diego Lainez, Alexis Vega, Eduardo Aguirre) | Futbol                                  | Torneo masculino                       | 6 de agosto de 2021 |                     |

| Medallas por deporte | Medallas por deporte | Medallas por deporte | Medallas por deporte | Medallas por deporte |
| -------------------- | -------------------- | -------------------- | -------------------- | -------------------- |
| Deporte              |                      |                      |                      | Total                |
| Clavados             | 0                    | 0                    | 1                    | 1                    |
| Fútbol               | 0                    | 0                    | 1                    | 1                    |
| Halterofilia         | 0                    | 0                    | 1                    | 1                    |
| Tiro con arco        | 0                    | 0                    | 1                    | 1                    |
| Total                | 0                    | 0                    | 4                    | 4                    |

## Atletismo
Eventos de pista.
| Atleta                  | Evento               | Heat      | Heat | Semifinal | Semifinal | Final       | Final |
| Atleta                  | Evento               | Resultado | Pos. | Resultado | Pos.      | Resultado   | Pos.  |
| ----------------------- | -------------------- | --------- | ---- | --------- | --------- | ----------- | ----- |
| Paola Morán             | 400 metros femenil   | 51.18     | 3    | 51.06     | 5         | -           | -     |
| Jesús Tonatiú López     | 800 metros varonil   | 1:46.14   | 1    | 1:44.77   | 3         | -           | -     |
| Laura Galván            | 1500 metros femenil  | 4:08.15   | 12   | -         | -         | -           | -     |
| Laura Galván            | 5000 metros femenil  | 15:00.16  | 11   | -         | -         | -           | -     |
| Jesús Esparza           | Maratón varonil      | —         | —    | —         | —         | 2:31:51     | 74    |
| Juan Joel Pacheco       | Maratón varonil      | —         | —    | —         | —         | 2:23:41     | 65    |
| José Luis Santana       | Maratón varonil      | —         | —    | —         | —         | 2:21:32     | 56    |
| Andrea Ramírez          | Maratón femenil      | —         | —    | —         | —         | No finalizó | -     |
| Úrsula Sánchez          | Maratón femenil      | —         | —    | —         | —         | 2:45:45     | 64    |
| Daniela Torres          | Maratón femenil      | —         | —    | —         | —         | 2:47:15     | 65    |
| Noel Chama              | Marcha 20 km varonil | —         | —    | —         | —         | 1:28:23     | 38    |
| Isaac Palma             | Marcha 20 km varonil | —         | —    | —         | —         | No finalizó | -     |
| Andrés Olivas           | Marcha 20 km varonil | —         | —    | —         | —         | 1:22:46     | 11    |
| Jesús Vega              | Marcha 20 km varonil | —         | —    | —         | —         | 1:30:37     | 42    |
| Alegna González         | Marcha 20 km femenil | —         | —    | —         | —         | 1:30:33     | 5     |
| Ilse Guerrero           | Marcha 20 km femenil | —         | —    | —         | —         | 1:45:47     | 51    |
| Valeria Ortuño Martínez | Marcha 20 km femenil | —         | —    | —         | —         | 1:41:50     | 47    |
| José Leyver             | Marcha 50 km varonil | —         | —    | —         | —         | 3:56:53     | 15    |
| Horacio Nava            | Marcha 50 km varonil | —         | —    | —         | —         | 4:19:00     | 44    |

Eventos de campo.
| Atleta         | Evento                  | Clasificación | Clasificación | Final     | Final    |
| Atleta         | Evento                  | Distancia     | Posición      | Distancia | Posición |
| -------------- | ----------------------- | ------------- | ------------- | --------- | -------- |
| Diego del Real | Lanzamiento de martillo | —             | —             | —         | —        |
| Edgar Rivera   | Salto de altura         | —             | —             | —         | —        |

## Bádminton
| Atleta          | Evento               | Fase de grupos          | Fase de grupos          | Fase de grupos       | Ronda de 16             | Cuartos de final        | Semifinal               | Tercer Lugar            | Final                   | Posición |
| Atleta          | Evento               | Contrincante Puntuación | Contrincante Puntuación | Posición en el grupo | Contrincante Puntuación | Contrincante Puntuación | Contrincante Puntuación | Contrincante Puntuación | Contrincante Puntuación | Posición |
| --------------- | -------------------- | ----------------------- | ----------------------- | -------------------- | ----------------------- | ----------------------- | ----------------------- | ----------------------- | ----------------------- | -------- |
| Lino Muñoz      | Masculino individual | Ng Ka Long D (2-0)      | Kevin Cordón D (2-0)    | 3º                   | Eliminado               | Eliminado               | Eliminado               | Eliminado               | Eliminado               | 15°      |
| Haramara Gaitán | Femenino individual  | Kim Ga-eun D (2-0)      | Yeo Jia Min D (2-0)     | 3                    | Eliminada               | Eliminada               | Eliminada               | Eliminada               | Eliminada               | 15°      |

## Béisbol
La Selección de béisbol de México se clasificó por primera vez al Torneo de béisbol de los Juegos Olímpicos, luego de ganar la medalla de bronce sobre los Estados Unidos y asegurar un puesto absoluto como el equipo mejor clasificado de las Américas en el WBSC Premier12 2019 en Tokio, Japón.
| x  | Equipo               | G | P | Av | Dif | CA | CP |
| -- | -------------------- | - | - | -- | --- | -- | -- |
| x1 | Japón                | - | - | -  | -   | -  | -  |
| x2 | México               | - | - | -  | -   | -  | -  |
| x3 | República Dominicana | - | - | -  | -   | -  | -  |

Resultados
- Los horarios corresponden al huso horario de UTC +09:00

| 30 de julio, 12:00 | República Dominicana | 1 - 0 | México | Estadio de Yokohama, Kanagawa |   |   |   |   |   |   |   |   |
| |                      |       |        | Asistencia: 0 espectadores    |   |   |   |   |   |   |   |   |
| Juego 3 \| Equipo \| 1 \| 2 \| 3 \| 4 \| 5 \| 6 \| 7 \| 8 \| 9 \| C \| H \| E \| \| -------------------- \| - \| - \| - \| - \| - \| - \| - \| - \| - \| - \| - \| - \| \| México \| 0 \| 0 \| 0 \| 0 \| 0 \| 0 \| 0 \| 0 \| 0 \| 0 \| 0 \| 0 \| \| República Dominicana \| 0 \| 0 \| 0 \| 0 \| 0 \| 0 \| 0 \| 0 \| 0 \| 0 \| 0 \| 0 \|LG: Por definir LP: Por definir Umpires: HP: Por definir 1B: Por definir 2B: Por definir 3B: Por definir |                      |       |        |                               |   |   |   |   |   |   |   |   |
| Equipo | 1                    | 2     | 3      | 4                             | 5 | 6 | 7 | 8 | 9 | C | H | E |
| México | 0                    | 0     | 0      | 0                             | 0 | 0 | 0 | 0 | 0 | 0 | 0 | 0 |
| República Dominicana | 0                    | 0     | 0      | 0                             | 0 | 0 | 0 | 0 | 0 | 0 | 0 | 0 |

| 31 de julio, 12:00 | México | - | Japón | Estadio de Yokohama, Kanagawa |   |   |   |   |   |   |   |   |
| |        |   |       | Asistencia: 0 espectadores    |   |   |   |   |   |   |   |   |
| Juego 5 \| Equipo \| 1 \| 2 \| 3 \| 4 \| 5 \| 6 \| 7 \| 8 \| 9 \| C \| H \| E \| \| ------ \| - \| - \| - \| - \| - \| - \| - \| - \| - \| - \| - \| - \| \| Japón \| 0 \| 0 \| 0 \| 0 \| 0 \| 0 \| 0 \| 0 \| 0 \| 0 \| 0 \| 0 \| \| México \| 0 \| 0 \| 0 \| 0 \| 0 \| 0 \| 0 \| 0 \| 0 \| 0 \| 0 \| 0 \|LG: Por definir LP: Por definir Umpires: HP: Por definir 1B: Por definir 2B: Por definir 3B: Por definir |        |   |       |                               |   |   |   |   |   |   |   |   |
| Equipo | 1      | 2 | 3     | 4                             | 5 | 6 | 7 | 8 | 9 | C | H | E |
| Japón | 0      | 0 | 0     | 0                             | 0 | 0 | 0 | 0 | 0 | 0 | 0 | 0 |
| México | 0      | 0 | 0     | 0                             | 0 | 0 | 0 | 0 | 0 | 0 | 0 | 0 |

## Boxeo
México compitió por primera vez en la historia en el boxeo femenil, y regresó al peso semipesado varonil por primera vez desde Atenas 2004.
| Atleta           | Evento             | Ronda de 32             | Ronda de 16             | Cuartos de final        | Semifinal               | Final                   | Final |
| Atleta           | Evento             | Contrincante Puntuación | Contrincante Puntuación | Contrincante Puntuación | Contrincante Puntuación | Contrincante Puntuación | Pos.  |
| ---------------- | ------------------ | ----------------------- | ----------------------- | ----------------------- | ----------------------- | ----------------------- | ----- |
| Rogelio Romero   | semipesado varonil | BYE                     | Plantić (CRO) G 1-4     | López (CUB) P 5-0       | No avanzó               | No avanzó               | 5     |
| Esmeralda Falcón | ligero femenil     | Nicoli (ITA) P 4-1      | No avanzó               | No avanzó               | No avanzó               | No avanzó               | 17    |
| Brianda Cruz     | wélter femenil     | BYE                     | Jones (USA) P 3-2       | No avanzó               | No avanzó               | No avanzó               | 9     |

## Ciclismo

### Ciclismo de pista
Keirin
| Atleta          | Evento          | 1ª Ronda | Repechaje | 2ª Ronda | 3ª Ronda | Final |
| Atleta          | Evento          | Pos.     | Pos.      | Pos.     | Pos.     | Pos.  |
| --------------- | --------------- | -------- | --------- | -------- | -------- | ----- |
| Daniela Gaxiola | Keirin femenino |          |           |          |          |       |
| Yuli Verdugo    | Keirin femenino |          |           |          |          |       |

Ómnium
| Atleta          | Evento          | Scratch | Scratch | Persecución Individual | Persecución Individual | Carrera de Eliminación | Carrera de Eliminación | Carrera de Puntos | Carrera de Puntos | Puntos Totales | Pos. |
| Atleta          | Evento          | Pos.    | Puntos  | Pos.                   | Puntos                 | Pos.                   | Puntos                 | Pos.              | Puntos            | Puntos Totales | Pos. |
| --------------- | --------------- | ------- | ------- | ---------------------- | ---------------------- | ---------------------- | ---------------------- | ----------------- | ----------------- | -------------- | ---- |
| Jessica Salazar | Ómnium femenino |         |         |                        |                        |                        |                        |                   |                   |                |      |

Velocidad
| Atleta          | Evento             | Calificación            | Calificación | 1ª ronda                         | Repechaje 1                      | 2ª ronda                         | Repechaje 2                      | Cuartos de final                 | Semifinal                        | Final                            | Final |
| Atleta          | Evento             | Tiempo Velocidad (km/h) | Pos.         | Oponente Tiempo Velocidad (km/h) | Oponente Tiempo Velocidad (km/h) | Oponente Tiempo Velocidad (km/h) | Oponente Tiempo Velocidad (km/h) | Oponente Tiempo Velocidad (km/h) | Oponente Tiempo Velocidad (km/h) | Oponente Tiempo Velocidad (km/h) | Pos.  |
| --------------- | ------------------ | ----------------------- | ------------ | -------------------------------- | -------------------------------- | -------------------------------- | -------------------------------- | -------------------------------- | -------------------------------- | -------------------------------- | ----- |
| Daniela Gaxiola | Velocidad femenino |                         |              |                                  |                                  |                                  |                                  |                                  |                                  |                                  |       |
| Yuli Verdugo    | Velocidad femenino |                         |              |                                  |                                  |                                  |                                  |                                  |                                  |                                  |       |

Equipo de velocidad
| Atleta                       | Evento                       | Calificación            | Calificación | Semifinal                        | Semifinal | Final                            | Final |
| Atleta                       | Evento                       | Tiempo Velocidad (km/h) | Pos.         | Oponente Tiempo Velocidad (km/h) | Pos.      | Oponente Tiempo Velocidad (km/h) | Pos.  |
| ---------------------------- | ---------------------------- | ----------------------- | ------------ | -------------------------------- | --------- | -------------------------------- | ----- |
| Daniela Gaxiola Yuli Verdugo | Equipo de Velocidad Femenino |                         |              |                                  |           |                                  |       |

### Ciclismo de ruta
| Atleta          | Evento       | Tiempo | Pos. |
| --------------- | ------------ | ------ | ---- |
| Eder Frayre     | Ruta varonil |        |      |
| Lizbeth Salazar | Ruta femenil |        |      |

### Ciclismo de montaña
| Atleta            | Evento                | Tiempo | Pos. |
| ----------------- | --------------------- | ------ | ---- |
| José Ulloa        | Cross country varonil |        |      |
| Daniela Campuzano | Cross country femenil |        |      |

## Clavados
| Atleta                                 | Evento                                | Preliminar | Preliminar | Semifinal  | Semifinal | Final                           | Final    |
| Atleta                                 | Evento                                | Puntuación | Posición   | Puntuación | Posición  | Puntuación                      | Posición |
| -------------------------------------- | ------------------------------------- | ---------- | ---------- | ---------- | --------- | ------------------------------- | -------- |
| Osmar Olvera                           | Trampolín 3 m varonil                 | 442.45     | 9          | 384.80     | 14        | No avanzó Calificó como reserva | 14°      |
| Rommel Pacheco                         | Trampolín 3 m varonil                 | 479.25     | 3          | 437.65     | 6         | 428.75                          | 6°       |
| Arantxa Chávez Muñoz                   | Trampolín 3 m femenil                 | 190.35     | 27         | No avanzó  | No avanzó | No avanzó                       | 27°      |
| Aranza Vázquez Montaño                 | Trampolín 3 m femenil                 | 294.30     | 8          | 318.60     | 4         | 303.45                          | 6°       |
| Andrés Villareal                       | Plataforma 10 m varonil               | 410.30     | 9          | 405.55     | 11        | 381.75                          | 12°      |
| Iván García Navarro                    | Plataforma 10 m varonil               | 316.95     | 24         | No avanzó  | No avanzó | No avanzó                       | 24°      |
| Alejandra Orozco Loza                  | Plataforma 10 m femenil               | 308.10     | 9          | 301.40     | 12        | 322.05                          | 6°       |
| Gabriela Agúndez                       | Plataforma 10 m femenil               | 297.66     | 12         | 337.30     | 4         | 358.50                          | 4°       |
| Juan Manuel Celaya Yahel Castillo      | Trampolín 3 m sincronizados varonil   | N/A        | N/A        | N/A        | N/A       | 400.14                          | 4°       |
| Dolores Hernández Carolina Mendoza     | Trampolín 3 m sincronizados femenil   | N/A        | N/A        | N/A        | N/A       | 275.10                          | 4º       |
| José Balleza Isaías Kevin Berlín Reyes | Plataforma 10 m sincronizados varonil | N/A        | N/A        | N/A        | N/A       | 407.31                          | 4º       |
| Alejandra Orozco Loza Gabriela Agúndez | Plataforma 10 m sincronizados femenil | N/A        | N/A        | N/A        | N/A       | 299.70                          | [ 6 ]    |

## Ecuestre

###### Adiestramiento
|                           |         |                           | Grand Prix | Grand Prix | Grand Prix | Grand Prix |                    |                    |                         | Pos. |
| Atleta                    | Caballo | Evento                    | Día 1      | Día 1      | Día 2      | Día 2      | Grand Prix Special | Grand Prix Special | Grand Prix Estilo Libre | Pos. |
| Atleta                    | Caballo | Evento                    | Puntuación | Rank       | Puntuación | Rank       | Puntuación         | Rank               | Puntuación              | Pos. |
| ------------------------- | ------- | ------------------------- | ---------- | ---------- | ---------- | ---------- | ------------------ | ------------------ | ----------------------- | ---- |
| Martha Fernanda del Valle |         | Adiestramiento individual |            |            |            |            |                    |                    |                         |      |

###### Salto
| Atleta                                         | Caballo | Evento            | Calificación | Calificación | Final        | Final | Total        | Total |
| Atleta                                         | Caballo | Evento            | Penalización | Pos.         | Penalización | Pos.  | Penalización | Pos.  |
| ---------------------------------------------- | ------- | ----------------- | ------------ | ------------ | ------------ | ----- | ------------ | ----- |
| Eugenio Garza Pérez                            |         | Salto Individual  |              |              |              |       |              |       |
| Manuel González Dufane                         |         | Salto Individual  |              |              |              |       |              |       |
| Enrique González                               |         | Salto Individual  |              |              |              |       |              |       |
| Eugenio Garza Manuel González Patricio Pasquel |         | Salto por Equipos |              |              |              |       |              |       |

## Esgrima
| Atleta          | Evento                       | Ronda de 64             | Ronda de 32             | Ronda de 16             | Cuartos de final        | Semifinal               | Tercer lugar            | Final                   | Posición |
| Atleta          | Evento                       | Contrincante Puntuación | Contrincante Puntuación | Contrincante Puntuación | Contrincante Puntuación | Contrincante Puntuación | Contrincante Puntuación | Contrincante Puntuación | Posición |
| --------------- | ---------------------------- | ----------------------- | ----------------------- | ----------------------- | ----------------------- | ----------------------- | ----------------------- | ----------------------- | -------- |
| Diego Cervantes | Florete individual masculino | Mengkai Huang V 15-14   | Enzo Lefort D 15-11     | Eliminado               | Eliminado               | Eliminado               | Eliminado               | Eliminado               | 32º      |

## Fútbol varonil

### Convocatoria
La Selección de fútbol sub-23 de México se clasificó para los Juegos Olímpicos en el Preolímpico Concacaf 2020. Se convocaron 22 jugadores para disputar el Torneo masculino de fútbol en los Juegos Olímpicos de Tokio 2020.

### Resultados

#### Fase de grupos
Grupo A
| Equipo    | Pts. | PJ | PG | PE | PP | GF | GC | Dif. |
| --------- | ---- | -- | -- | -- | -- | -- | -- | ---- |
| Japón     | 9    | 3  | 3  | 0  | 0  | 7  | 1  | +6   |
| México    | 6    | 3  | 2  | 0  | 1  | 8  | 3  | +5   |
| Francia   | 3    | 3  | 1  | 0  | 2  | 5  | 11 | −6   |
| Sudáfrica | 0    | 3  | 0  | 0  | 3  | 3  | 8  | −5   |

| 22 de julio de 2021, 17:00 | México                                              | 4:1 (0:0)                | Francia           | Estadio Tokio, Tokio                                                    |                                                                         |
|                            | Vega 47' · Córdova 55' · Antuna 80' · Aguirre 90+1' | COI Reporte FIFA Reporte | Gignac 69' (pen.) | Asistencia: Sin espectadores Árbitro(s): Christopher Beath VAR: Fu Ming | Asistencia: Sin espectadores Árbitro(s): Christopher Beath VAR: Fu Ming |

| 25 de julio de 2021, 20:00 | Japón | 2:1 (2:0) | México | Estadio Saitama 2002, Saitama |  |
|                            |       |           |        | Árbitro(s):                   |  |

| 28 de julio de 2021, 20:30 | Sudáfrica | 0:3 (0:2) | México | Domo de Sapporo, Sapporo |  |
|                            |           |           |        | Árbitro(s):              |  |

#### Fase final

##### Cuartos de final
| 31 de julio de 2021, 20:00 | Corea del Sur                                | 3:6 (1:3)                | México                                                             | Estadio Internacional, Yokohama                                              |                                                                              |
|                            | Lee Dong-gyeong 20', 51' · Hwang Ui-jo 90+1' | COI Reporte FIFA Reporte | Martín 12', 54' · Romo 30' · Córdova 39' (pen.), 63' · Aguirre 84' | Asistencia: Sin espectadores Árbitro(s): Orel Grinfeld VAR: Roi Reinshreiber | Asistencia: Sin espectadores Árbitro(s): Orel Grinfeld VAR: Roi Reinshreiber |

##### Semifinal
| 3 de agosto de 2021, 17:00 | México                        | 0:0 (t. s.)(1:4 p.)        | Brasil                                        | Estadio de Kashima, Kashima                 |                                             |
|                            |                               | COI Reporte FIFA Reporte   |                                               | Árbitro(s): Georgi Kabakov VAR: Marco Guida | Árbitro(s): Georgi Kabakov VAR: Marco Guida |
|                            |                               | Tiros desde el punto penal |                                               |                                             |                                             |
|                            | Aguirre · Vásquez · Rodríguez |                            | Dani Alves · Martinelli · Guimarães · Reinier |                                             |                                             |

##### Partido por el bronce
| 6 de agosto de 2021, 18:00 | Japón      | 1:3 (0:2)                | México                                      | Estadio Saitama 2002, Saitama                                              |                                                                            |
|                            | Mitoma 77' | COI Reporte FIFA Reporte | Córdova 13' (pen.) · Vásquez 22' · Vega 57' | Asistencia: Sin espectadores Árbitro(s): Bamlak Tessema VAR: Benoît Millot | Asistencia: Sin espectadores Árbitro(s): Bamlak Tessema VAR: Benoît Millot |

## Gimnasia

### Gimnasia acrobática
| Atleta        | Evento    | Calificación | Calificación | Final      | Final |
| Atleta        | Evento    | Puntuación   | Pos.         | Puntuación | Pos.  |
| ------------- | --------- | ------------ | ------------ | ---------- | ----- |
| Dafne Navarro | Trampolín |              |              |            |       |

### Gimnasia artística
Varonil
| Atleta        | Evento      | Calificación | Calificación | Final      | Final |
| Atleta        | Evento      | Puntuación   | Pos.         | Puntuación | Pos.  |
| ------------- | ----------- | ------------ | ------------ | ---------- | ----- |
| Daniel Corral | All-arround |              |              |            |       |

Femenil
| Atleta       | Evento      | Calificación | Calificación | Final      | Final |
| Atleta       | Evento      | Puntuación   | Pos.         | Puntuación | Pos.  |
| ------------ | ----------- | ------------ | ------------ | ---------- | ----- |
| Alexa Moreno | All-arround |              |              |            |       |

### Gimnasia rítmica
| Atleta       | Evento                       | Calificación | Calificación | Final      | Final |
| Atleta       | Evento                       | Puntuación   | Pos.         | Puntuación | Pos.  |
| ------------ | ---------------------------- | ------------ | ------------ | ---------- | ----- |
| Rut Castillo | Concurso completo individual |              |              |            |       |

## Golf
| Atleta         | Evento    | 1ª ronda | 2ª ronda | 3ª ronda | 4ª ronda | Total   | Total | Total    |
| Atleta         | Evento    | Puntaje  | Puntaje  | Puntaje  | Puntaje  | Puntaje | Par   | Posición |
| -------------- | --------- | -------- | -------- | -------- | -------- | ------- | ----- | -------- |
| Abraham Ancer  | Masculino |          |          |          |          |         |       |          |
| Carlos Ortiz   | Masculino |          |          |          |          |         |       |          |
| Maria Fassi    | Femenino  |          |          |          |          |         |       |          |
| Gabriela López | Femenino  |          |          |          |          |         |       |          |

## Halterofilia
| Atleta             | Evento          | Snatch    | Snatch   | Clean & Jerk | Clean & Jerk | Total | Posición     |
| Atleta             | Evento          | Resultado | Posición | Resultado    | Posición     | Total | Posición     |
| ------------------ | --------------- | --------- | -------- | ------------ | ------------ | ----- | ------------ |
| Jonathan Muñoz     | Masculino 67 kg | 135       | 8        | 163          | 10           | 298   | 10°          |
| Jorge Cárdenas     | Masculino 73 kg | 145       | 2        | 175          | 2            | 320   | 11°          |
| Ana Gabriela López | Femenino 55 kg  | 90        | 5        | 105          | 9            | 195   | 9°           |
| Aremi Fuentes      | Femenino 76 kg  | 108       | 4        | 137          | 3            | 245   | [ 7 ] [ 55 ] |

## Judo
| Atleta       | Evento          | Ronda de 32                | Ronda de 16             | Cuartos de final        | Semifinal               | Repechaje               | Tercer lugar            | Final                   | Posición |
| Atleta       | Evento          | Contrincante Puntuación    | Contrincante Puntuación | Contrincante Puntuación | Contrincante Puntuación | Contrincante Puntuación | Contrincante Puntuación | Contrincante Puntuación | Posición |
| ------------ | --------------- | -------------------------- | ----------------------- | ----------------------- | ----------------------- | ----------------------- | ----------------------- | ----------------------- | -------- |
| Prisca Awiti | Femenino −63 kg | Bold Ganjaich D (10-1) IPP | No avanzó               | No avanzó               | No avanzó               | No avanzó               | No avanzó               | No avanzó               | 17°      |

## Lucha

### Lucha libre
| Atleta        | Evento          | Ronda de 16             | Cuartos de final        | Semifinal               | Repechaje               | Tercer lugar            | Final                   | Posición |
| Atleta        | Evento          | Contrincante Puntuación | Contrincante Puntuación | Contrincante Puntuación | Contrincante Puntuación | Contrincante Puntuación | Contrincante Puntuación | Posición |
| ------------- | --------------- | ----------------------- | ----------------------- | ----------------------- | ----------------------- | ----------------------- | ----------------------- | -------- |
| Alma Valencia | Femenino −57 kg |                         |                         |                         |                         |                         |                         |          |

### Lucha grecorromana
| Atleta        | Evento           | Ronda de 16             | Cuartos de final        | Semifinal               | Repechaje               | Tercer lugar            | Final                   | Posición |
| Atleta        | Evento           | Contrincante Puntuación | Contrincante Puntuación | Contrincante Puntuación | Contrincante Puntuación | Contrincante Puntuación | Contrincante Puntuación | Posición |
| ------------- | ---------------- | ----------------------- | ----------------------- | ----------------------- | ----------------------- | ----------------------- | ----------------------- | -------- |
| Alfonso Leyva | Masculino −77 kg |                         |                         |                         |                         |                         |                         |          |

## Nado sincronizado

### Resultados
| Atleta                              | Evento        | Rutina libre (preliminar) | Rutina libre (preliminar) | Rutina técnica | Rutina técnica          | Rutina técnica | Rutina libre (final) | Rutina libre (final) |
| Atleta                              | Evento        | Puntaje                   | Pos.                      | Puntaje        | Total (técnica + libre) | Pos.           | Puntaje              | Pos.                 |
| ----------------------------------- | ------------- | ------------------------- | ------------------------- | -------------- | ----------------------- | -------------- | -------------------- | -------------------- |
| Nuria Diosdado Joana Jiménez García | Dueto femenil | 86.5333                   | 13                        | 86.6190        | 173.1523                | 12             | 86.5667              | 12                   |

## Natación
Varonil
| Atleta            | Evento          | Heat   | Heat | Semifinal | Semifinal | Final  | Final |
| Atleta            | Evento          | Tiempo | Pos. | Tiempo    | Pos.      | Tiempo | Pos.  |
| ----------------- | --------------- | ------ | ---- | --------- | --------- | ------ | ----- |
| Gabriel Castaño   | 50 m libres     |        |      | —         | —         |        |       |
| Ángel Martínez    | 200 m combinado |        |      |           |           |        |       |
| Daniel Delgadillo | 10 km           |        |      |           |           |        |       |

Femenil
| Atleta            | Evento      | Heat    | Heat | Semifinal    | Semifinal    | Final        | Final |
| Atleta            | Evento      | Tiempo  | Pos. | Tiempo       | Pos.         | Tiempo       | Pos.  |
| ----------------- | ----------- | ------- | ---- | ------------ | ------------ | ------------ | ----- |
| Melissa Rodríguez | 100 m pecho | 1:08.76 | 7º   | No clasificó | No clasificó | No clasificó |       |
| Melissa Rodríguez | 200 m pecho |         |      |              |              |              |       |

## Pentatlón moderno
| Atleta        | Evento  | Ronda de Clasificación de Esgrima | Ronda de Clasificación de Esgrima | Ronda de Clasificación de Esgrima | Natación (200 m libres) | Natación (200 m libres) | Natación (200 m libres) | Ronda adicional de Esgrima | Ronda adicional de Esgrima | Ronda adicional de Esgrima | Hípica (Salto ecuestre) | Hípica (Salto ecuestre) | Hípica (Salto ecuestre) | Prueba Combinada | Prueba Combinada | Puntaje Total | Pos. Final |
| Atleta        | Evento  | Resultado                         | Pos.                              | Puntaje                           | Tiempo                  | Pos.                    | Puntaje                 | Resultado                  | Pos.                       | Puntaje                    | Penalización            | Pos.                    | Puntaje                 | Pos.             | Puntaje          | Puntaje Total | Pos. Final |
| ------------- | ------- | --------------------------------- | --------------------------------- | --------------------------------- | ----------------------- | ----------------------- | ----------------------- | -------------------------- | -------------------------- | -------------------------- | ----------------------- | ----------------------- | ----------------------- | ---------------- | ---------------- | ------------- | ---------- |
| Mariana Arceo | Femenil |                                   |                                   |                                   |                         |                         |                         |                            |                            |                            |                         |                         |                         |                  |                  |               |            |
| Mayan Oliver  | Femenil |                                   |                                   |                                   |                         |                         |                         |                            |                            |                            |                         |                         |                         |                  |                  |               |            |

| Atleta          | Evento  | Ronda de Clasificación de Esgrima | Ronda de Clasificación de Esgrima | Ronda de Clasificación de Esgrima | Natación (200 m libres) | Natación (200 m libres) | Natación (200 m libres) | Ronda adicional de Esgrima | Ronda adicional de Esgrima | Ronda adicional de Esgrima | Hípica (Salto ecuestre) | Hípica (Salto ecuestre) | Hípica (Salto ecuestre) | Prueba Combinada | Prueba Combinada | Puntaje Total | Pos. Final |
| Atleta          | Evento  | Resultado                         | Pos.                              | Puntaje                           | Tiempo                  | Pos.                    | Puntaje                 | Resultado                  | Pos.                       | Puntaje                    | Penalización            | Pos.                    | Puntaje                 | Pos.             | Puntaje          | Puntaje Total | Pos. Final |
| --------------- | ------- | --------------------------------- | --------------------------------- | --------------------------------- | ----------------------- | ----------------------- | ----------------------- | -------------------------- | -------------------------- | -------------------------- | ----------------------- | ----------------------- | ----------------------- | ---------------- | ---------------- | ------------- | ---------- |
| Duilio Carrillo | Varonil |                                   |                                   |                                   |                         |                         |                         |                            |                            |                            |                         |                         |                         |                  |                  |               |            |
| Alvaro Sandoval | Varonil |                                   |                                   |                                   |                         |                         |                         |                            |                            |                            |                         |                         |                         |                  |                  |               |            |

## Piragüismo en eslalon
| Atleta        | Evento       | Preliminares | Preliminares | Preliminares | Preliminares | Preliminares | Semifinal | Semifinal | Final     | Final     | Posición |
| Atleta        | Evento       | Carrera 1    | Posición     | Carrera 2    | Posición     | Mejor        | Tiempo    | Posición  | Tiempo    | Posición  | Posición |
| ------------- | ------------ | ------------ | ------------ | ------------ | ------------ | ------------ | --------- | --------- | --------- | --------- | -------- |
| Sofía Reinoso | K-1 femenino | 132.89       | 22           | 143.19       | 26           | 132.89       | 136.34    | 21        | No avanzó | No avanzó | 21°      |

## Remo
| Atleta(s)     | Evento                    | Heats   | Heats    | Repechaje | Repechaje | Cuartos de final | Cuartos de final | Semifinal C/D 2 | Semifinal C/D 2 | Final C | Final C  | Posición |
| Atleta(s)     | Evento                    | Tiempo  | Posición | Tiempo    | Posición  | Tiempo           | Posición         | Tiempo          | Posición        | Tiempo  | Posición | Posición |
| ------------- | ------------------------- | ------- | -------- | --------- | --------- | ---------------- | ---------------- | --------------- | --------------- | ------- | -------- | -------- |
| Kenia Lechuga | Scull individual femenino | 7:54.21 | 2        | –         | –         | 8:09.29          | 4                | 7:33.72         | 1               | 7:43.55 | 4        | 16°      |

## Sóftbol

### Convocatoria
La Selección femenina de sóftbol de México se clasificó para los Juegos Olímpicos al terminar entre los dos primeros del Evento de Calificación de WBSC Women's Softball Americas en Surrey, Columbia Británica, Canadá.
- Stefania Aradillas
- Suzannah Brookshire
- Brittany Cervantes
- Dallas Escobedo
- Tatyana Forbes
- Chelsea Gonzáles
- Sierra Hyland
- Taylor McQuillin
- Danielle O'Toole
- Shasel Palacios
- Nicole Rangel
- Sidney Romero
- Amanda Sánchez
- Anissa Urtez
- Victoria Vidales

### Resultados

#### Fase de grupos
- Los horarios corresponden al huso horario de UTC +09:00

| Equipo         | G | P | Av   | Dif | CA | CP |
| -------------- | - | - | ---- | --- | -- | -- |
| Estados Unidos | 5 | 0 | 1.   | -   | 9  | 2  |
| Japón          | 4 | 1 | .800 | 1   | 18 | 5  |
| Canadá         | 3 | 2 | .600 | 2   | 19 | 4  |
| México         | 2 | 3 | .400 | 3   | 11 | 10 |
| Australia      | 1 | 4 | .200 | 4   | 5  | 21 |
| Italia         | 0 | 5 | .000 | 5   | 1  | 21 |

     – Jugarán por la medalla de oro

     – Jugarán por la medalla de bronce
| 21 de julio, 15:00 | Canadá | 4 - 0 | México | Estadio de Fukushima Azuma, Fukushima |   |   |   |   |   |   |
| |        |       |        | Asistencia: 0 espectadores            |   |   |   |   |   |   |
| Juego 3 \| Equipo \| 1 \| 2 \| 3 \| 4 \| 5 \| 6 \| 7 \| C \| H \| E \| \| ------ \| - \| - \| - \| - \| - \| - \| - \| - \| - \| - \| \| México \| 0 \| 0 \| 0 \| 0 \| 0 \| 0 \| 0 \| 0 \| 2 \| 0 \| \| Canadá \| 2 \| 0 \| 1 \| 1 \| 0 \| 0 \| X \| 4 \| 9 \| 0 \|LG: Sara Groenewegen (1-0) LP: Dallas Escobedo (0-1) SV: Danielle Lawrie (1) Umpires: HP: Por definir 1B: Por definir 2B: Por definir 3B: Por definir |        |       |        |                                       |   |   |   |   |   |   |
| Equipo | 1      | 2     | 3      | 4                                     | 5 | 6 | 7 | C | H | E |
| México | 0      | 0     | 0      | 0                                     | 0 | 0 | 0 | 0 | 2 | 0 |
| Canadá | 2      | 0     | 1      | 1                                     | 0 | 0 | X | 4 | 9 | 0 |

| 21 de julio, 12:00 | Japón | 3 - 2 | México | Estadio de Fukushima Azuma, Fukushima |   |   |   |   |   |   |   |
| |       |       |        | Asistencia: 0 espectadores            |   |   |   |   |   |   |   |
| Juego 5 (F/8) \| Equipo \| 1 \| 2 \| 3 \| 4 \| 5 \| 6 \| 7 \| 8 \| C \| H \| E \| \| ------ \| - \| - \| - \| - \| - \| - \| - \| - \| - \| - \| - \| \| México \| 0 \| 0 \| 0 \| 0 \| 1 \| 0 \| 1 \| 0 \| 2 \| 6 \| 0 \| \| Japón \| 0 \| 1 \| 0 \| 0 \| 1 \| 0 \| 0 \| 1 \| 3 \| 5 \| 0 \|LG: Miu Goto (1-0) LP: Danielle O'toole (0-1) HRs: MEX – A. Urtez (1) JPN – Y. Fujita (1) Umpires: HP: Por definir 1B: Por definir 2B: Por definir 3B: Por definir |       |       |        |                                       |   |   |   |   |   |   |   |
| Equipo | 1     | 2     | 3      | 4                                     | 5 | 6 | 7 | 8 | C | H | E |
| México | 0     | 0     | 0      | 0                                     | 1 | 0 | 1 | 0 | 2 | 6 | 0 |
| Japón | 0     | 1     | 0      | 0                                     | 1 | 0 | 0 | 1 | 3 | 5 | 0 |

| 24 de julio, 14:30 | México | 0 - 2 | Estados Unidos | Estadio de Yokohama, Yokohama |   |   |   |   |   |   |
| |        |       |                | Asistencia: 0 espectadores    |   |   |   |   |   |   |
| Juego 8 \| Equipo \| 1 \| 2 \| 3 \| 4 \| 5 \| 6 \| 7 \| C \| H \| E \| \| -------------- \| - \| - \| - \| - \| - \| - \| - \| - \| - \| - \| \| Estados Unidos \| 0 \| 0 \| 2 \| 0 \| 0 \| 0 \| 0 \| 2 \| 6 \| 1 \| \| México \| 0 \| 0 \| 0 \| 0 \| 0 \| 0 \| 0 \| 0 \| 1 \| 3 \|LG: Cat Osterman (2-0) LP: Dallas Escobedo (0-2) SV: Monica Abbott (2) Umpires: HP: Por definir 1B: Por definir 2B: Por definir 3B: Por definir |        |       |                |                               |   |   |   |   |   |   |
| Equipo | 1      | 2     | 3              | 4                             | 5 | 6 | 7 | C | H | E |
| Estados Unidos | 0      | 0     | 2              | 0                             | 0 | 0 | 0 | 2 | 6 | 1 |
| México | 0      | 0     | 0              | 0                             | 0 | 0 | 0 | 0 | 1 | 3 |

| 25 de julio, 20:00 | México | 5 - 0 | Italia | Estadio de Yokohama, Yokohama |   |   |   |   |   |   |
| |        |       |        | Asistencia: 0 espectadores    |   |   |   |   |   |   |
| Juego 12 \| Equipo \| 1 \| 2 \| 3 \| 4 \| 5 \| 6 \| 7 \| C \| H \| E \| \| ------ \| - \| - \| - \| - \| - \| - \| - \| - \| - \| - \| \| Italia \| 0 \| 0 \| 0 \| 0 \| 0 \| 0 \| 0 \| 0 \| 1 \| 0 \| \| México \| 0 \| 1 \| 1 \| 0 \| 3 \| 0 \| X \| 5 \| 9 \| 0 \|LG: Dallas Escobedo (1-2) LP: Greta Cecchetti (0-3) HRs: MEX – S. Romero (1), A. Urtez (2), B. Cervantes (1) Umpires: HP: Por definir 1B: Por definir 2B: Por definir 3B: Por definir |        |       |        |                               |   |   |   |   |   |   |
| Equipo | 1      | 2     | 3      | 4                             | 5 | 6 | 7 | C | H | E |
| Italia | 0      | 0     | 0      | 0                             | 0 | 0 | 0 | 0 | 1 | 0 |
| México | 0      | 1     | 1      | 0                             | 3 | 0 | X | 5 | 9 | 0 |

| 26 de julio, 20:00 | Australia | 1 - 4 | México | Estadio de Yokohama, Yokohama |   |   |   |   |    |   |
| |           |       |        | Asistencia: 0 espectadores    |   |   |   |   |    |   |
| Juego 15 \| Equipo \| 1 \| 2 \| 3 \| 4 \| 5 \| 6 \| 7 \| C \| H \| E \| \| --------- \| - \| - \| - \| - \| - \| - \| - \| - \| -- \| - \| \| México \| 0 \| 2 \| 0 \| 2 \| 0 \| 0 \| 0 \| 4 \| 11 \| 0 \| \| Australia \| 0 \| 0 \| 0 \| 0 \| 0 \| 1 \| 0 \| 1 \| 5 \| 0 \|LG: Dallas Escobedo (2-2) LP: Kaia Parnaby (1-2) HRs: AUS – J. Wall (1) Umpires: HP: Por definir 1B: Por definir 2B: Por definir 3B: Por definir |           |       |        |                               |   |   |   |   |    |   |
| Equipo | 1         | 2     | 3      | 4                             | 5 | 6 | 7 | C | H  | E |
| México | 0         | 2     | 0      | 2                             | 0 | 0 | 0 | 4 | 11 | 0 |
| Australia | 0         | 0     | 0      | 0                             | 0 | 1 | 0 | 1 | 5  | 0 |

#### Duelo por el bronce
| 27 de julio, 13:00 | Canadá | 3-2 | México | Estadio de Yokohama, Yokohama |   |   |   |   |   |   |
| |        |     |        | Asistencia: 0 espectadores    |   |   |   |   |   |   |
| Juego 16 \| Equipo \| 1 \| 2 \| 3 \| 4 \| 5 \| 6 \| 7 \| C \| H \| E \| \| ------ \| - \| - \| - \| - \| - \| - \| - \| - \| - \| - \| \| México \| 0 \| 0 \| 0 \| 0 \| 0 \| 0 \| 0 \| 0 \| 0 \| 0 \| \| Canadá \| 0 \| 0 \| 0 \| 0 \| 0 \| 0 \| 0 \| 0 \| 0 \| 0 \|LG: Por definir LP: Por definir Umpires: HP: Por definir 1B: Por definir 2B: Por definir 3B: Por definir |        |     |        |                               |   |   |   |   |   |   |
| Equipo | 1      | 2   | 3      | 4                             | 5 | 6 | 7 | C | H | E |
| México | 0      | 0   | 0      | 0                             | 0 | 0 | 0 | 0 | 0 | 0 |
| Canadá | 0      | 0   | 0      | 0                             | 0 | 0 | 0 | 0 | 0 | 0 |

## Taekwondo
| Atleta                  | Evento         | Ronda de 16               | Cuartos de final        | Semifinal               | Repechaje 1             | Repechaje 2             | Final                   | Pos. |
| Atleta                  | Evento         | Contrincante Puntuación   | Contrincante Puntuación | Contrincante Puntuación | Contrincante Puntuación | Contrincante Puntuación | Contrincante Puntuación | Pos. |
| ----------------------- | -------------- | ------------------------- | ----------------------- | ----------------------- | ----------------------- | ----------------------- | ----------------------- | ---- |
| Carlos Sansores Acevedo | +80 kg Varonil | Ivan Sapina (CRO) P 4 - 6 | No Avanzó               | No Avanzó               | —                       | —                       | No Avanzó               |      |
| Briseida Acosta         | +67 kg Femenil | Althea Laurin (FRA)       |                         |                         |                         |                         |                         |      |

## Tenis
| Atleta                        | Evento             | Ronda 1                                            | Ronda 2                 | Cuartos de final        | Semifinal               | Final                   | Final        |
| Atleta                        | Evento             | Contrincante Puntuación                            | Contrincante Puntuación | Contrincante Puntuación | Contrincante Puntuación | Contrincante Puntuación | Pos.         |
| ----------------------------- | ------------------ | -------------------------------------------------- | ----------------------- | ----------------------- | ----------------------- | ----------------------- | ------------ |
| Giuliana Olmos Renata Zarazúa | Dobles femenil     | Badosa/Sorribes Tormo (ESP) P 2 - 6, 7 - 6, 7 - 10 |                         | No avanzaron            | No avanzaron            | No avanzaron            | No avanzaron |
| Renata Zarazúa                | Individual femenil |                                                    |                         |                         |                         |                         |              |

## Tiro
| Atleta                         | Evento                            | Calificación | Calificación | Final      | Final |
| Atleta                         | Evento                            | Puntuación   | Pos.         | Puntuación | Pos.  |
| ------------------------------ | --------------------------------- | ------------ | ------------ | ---------- | ----- |
| Alejandra Ramírez              | Fosa Femenino                     | 116          | 13           | No avanzó  | 13°   |
| Edson Ramírez                  | 10 m Rifle de Aire Masculino      | 625.9        | 18           | No avanzó  | 18°   |
| Gabriela Rodríguez             | Tiro al Plato Femenino            | 118          | 12           | No avanzó  | 12°   |
| Jorge Orozco                   | Fosa Masculino                    | 122          | 6°           | 28         | 4°    |
| José Luis Sánchez              | 50 m Rifle 3 Posiciones Masculino | Por definir  | 33           | No avanzó  | 33°   |
| Alejandra Ramírez Jorge Orozco | Fosa Equipo Mixto                 | 138          | 15           | No avanzó  | 15°   |

## Tiro con arco
| Arquero                                         | Evento             | Clasificación | Clasificación | Ronda de 64                     | Ronda de 32                 | Ronda de 16           | Cuartos de final        | Semifinal           | Tercer Lugar     | Final            | Posición |
| Arquero                                         | Evento             | Puntaje       | Pos.          | Oponente Puntaje                | Oponente Puntaje            | Oponente Puntaje      | Oponente Puntaje        | Oponente Puntaje    | Oponente Puntaje | Oponente Puntaje | Posición |
| ----------------------------------------------- | ------------------ | ------------- | ------------- | ------------------------------- | --------------------------- | --------------------- | ----------------------- | ------------------- | ---------------- | ---------------- | -------- |
| Luis Álvarez                                    | Individual varonil | 662           | 19            | Takaharu Furukawa D (7-3)       | No avanzó                   | No avanzó             | No avanzó               | No avanzó           | No avanzó        | No avanzó        | 33°      |
| Aída Román                                      | Individual femenil | 665           | 6             | Rihab Elwalid V (6-2)           | Bryony Pitman D (6-2)       | No avanzó             | No avanzó               | No avanzó           | No avanzó        | No avanzó        | 17°      |
| Alejandra Valencia                              | Individual femenil | 674           | 4             | Karina Kazlouskaya V (6-0)      | Karyna Dziominskaya V (7-3) | Lisa Barbelin V (6-0) | Mackenzie Brown D (6-5) | No avanzó           | No avanzó        | No avanzó        | 6°       |
| Ana Paula Vázquez                               | Individual femenil | 637           | 32            | Ana Marcelle dos Santos D (6-4) | No avanzó                   | No avanzó             | No avanzó               | No avanzó           | No avanzó        | No avanzó        | 33°      |
| Aída Román Alejandra Valencia Ana Paula Vázquez | Equipo femenil     | 1976          | 2             | N/A                             | N/A                         | N/A                   | Alemania D 6-2          | No avanzó           | No avanzó        | No avanzó        | 6º       |
| Luis Álvarez Alejandra Valencia                 | Mixto              | 1336          | 4             | N/A                             | N/A                         | Alemania V 6-2        | Reino Unido V 6-0       | Corea del Sur D 5-1 | Turquía V 6-2    | No avanzó        |          |

## Triatlón
| Atleta                                                     | Evento              | Final      | Final |
| Atleta                                                     | Evento              | Puntuación | Rank  |
| ---------------------------------------------------------- | ------------------- | ---------- | ----- |
| Crisanto Grajales                                          | Competición varonil | 1:48:36    | 21    |
| Irving Pérez                                               | Competición varonil | 1:54:02    | 31    |
| Cecilia Pérez                                              | Competición femenil | Abandonó   | -     |
| Claudia Rivas                                              | Competición femenil | Abandonó   | -     |
| Claudia Rivas Cecilia Pérez Irving Pérez Crisanto Grajales | Relevos mixtos      |            | -     |

## Vela
| Atleta            | Evento               | Carrera 1 | Carrera 1 | Carrera 2 | Carrera 2 | Carrera 3 | Carrera 3 | Carrera 4 | Carrera 4 | Carrera 5 | Carrera 5 | Carrera 6 | Carrera 6 | Carrera 7 | Carrera 7 |
| Atleta            | Evento               | Tiempo    | Pos.      | Tiempo    | Pos.      | Tiempo    | Pos.      | Tiempo    | Pos.      | Tiempo    | Pos.      | Tiempo    | Pos.      | Tiempo    | Pos.      |
| ----------------- | -------------------- | --------- | --------- | --------- | --------- | --------- | --------- | --------- | --------- | --------- | --------- | --------- | --------- | --------- | --------- |
| Ignacio Berenguer | RS:X varonil         |           |           |           |           |           |           |           |           |           |           |           |           |           |           |
| Demita Vega       | RS:X femenil         |           |           |           |           |           |           |           |           |           |           |           |           |           |           |
| Elena Oetling     | Láser Radial femenil |           |           |           |           |           |           |           |           |           |           |           |           |           |           |
| Juan Pérez        | Finn Varonil         |           |           |           |           |           |           |           |           |           |           |           |           |           |           |

| Atleta            | Evento               | Carrera 8 | Carrera 8 | Carrera 9 | Carrera 9 | Carrera 10 | Carrera 10 | Carrera 11 | Carrera 11 | Carrera 12 | Carrera 12 | Carrera por Medallas | Carrera por Medallas | Final  | Final |
| Atleta            | Evento               | Tiempo    | Pos.      | Tiempo    | Pos.      | Tiempo     | Pos.       | Tiempo     | Pos.       | Tiempo     | Pos.       | Tiempo               | Pos.                 | Puntos | Pos.  |
| ----------------- | -------------------- | --------- | --------- | --------- | --------- | ---------- | ---------- | ---------- | ---------- | ---------- | ---------- | -------------------- | -------------------- | ------ | ----- |
| Ignacio Berenguer | RS:X varonil         |           |           |           |           |            |            |            |            |            |            |                      |                      |        |       |
| Demita Vega       | RS:X femenil         |           |           |           |           |            |            |            |            |            |            |                      |                      |        |       |
| Elena Oetling     | Láser Radial femenil |           |           |           |           |            |            |            |            |            |            |                      |                      |        |       |
| Juan Pérez        | Finn Varonil         |           |           |           |           |            |            |            |            |            |            |                      |                      |        |       |

## Voleibol de playa

### Fase de grupos
| Pos | Duplas                                | PJ | PG | PP | PTS | SF | SC | Coc.  | PF | PC | Coc.   |
| --- | ------------------------------------- | -- | -- | -- | --- | -- | -- | ----- | -- | -- | ------ |
| 1   | Plavins - Tocs (LAT)                  | 1  | 1  | 0  | 2   | 2  | 0  | MAX   | 42 | 0  | 0      |
| 2   | Krasilnikov - Stoyanovskiy (ROC)      | 1  | 1  | 0  | 2   | 2  | 1  | 2     | 63 | 57 | 1.1053 |
| 3   | Gaxiola - Rubio (MEX)                 | 1  | 0  | 1  | 1   | 1  | 2  | 0.500 | 57 | 63 | 0.9048 |
| 4   | Perusic - Schweiner (CZE) (Retirados) | 1  | 0  | 1  | 1   | 0  | 2  | 0     | 0  | 42 | 0      |

|  | Clasificados para los octavos de final |
|  | Clasificado a eliminatoria de terceros |

#### Resultados
| Sede            | Fecha y Hora    | Partido                          | Partido   | Partido         | Sets  | Sets  | Sets  | Puntuación total | Tiempo     | Reporte |
| Sede            | Fecha y Hora    |                                  | Resultado |                 | 1     | 2     | 3     | Puntuación total | Tiempo     | Reporte |
| --------------- | --------------- | -------------------------------- | --------- | --------------- | ----- | ----- | ----- | ---------------- | ---------- | ------- |
| Parque Shiokaze | 26 julio, 10:00 | Krasilnikov - Stoyanovskiy (ROC) | 2 – 1     | Gaxiola - Rubio | 24-26 | 15-21 | 18-16 | 63 – 57          | 1 h 12 min |         |
| Parque Shiokaze | 29 julio, 16:00 | Perusic - Schweiner              | –         | Gaxiola - Rubio | -     | -     | -     | –                |            |         |
| Parque Shiokaze | 31 julio, 15:00 | Plavins - Tocs                   | –         | Gaxiola - Rubio | -     | -     | -     | –                |            |         |